# William Yarrell
William Yarrell (ur. 3 czerwca 1784 w Westminster St James, Londyn, zm. 1 września 1856 w Great Yarmouth) – brytyjski wydawca i księgarz, zoolog (ornitolog, ichtiolog), członek Linnean Society i Entomological Society, wiceprzewodniczący i honorowy sekretarz Zoological Society of London, autor m.in. The history of British fishes oraz The history of British birds.

## Życiorys
Był dziewiątym dzieckiem Francisa Yarrella, zamieszkałego w Londynie (parafia St James Westminster), i jego żony, Sarah z d. Blane z Bayford w Hertfordshire. Urodził się 3 czerwca 1784 roku przy St James’s Duke Street, gdzie ojciec i wuj prowadzili agencję wydawniczą i księgarnię.
William uczył się w szkole dr. Nicholsona w Ealing. Miał opinię ucznia spokojnego i pracowitego. Po ukończeniu szkoły pracował krótko w firmie bankowej (Herries, Farquhar, & Co.J, 17 listopada 1802 – 30 lipca 1803), gdzie zdobył doświadczenie przydatne w czasie pracy w firmie, przejętej po ojcu. Jego partnerem był Edward Jones – kuzyn i były kolega szkolny.
Korzystał z możliwości podróżowania po Anglii i zaangażowania w polowania i wędkarstwo. Interesując się historią naturalną stale gromadził kolekcję brytyjskich ptaków i ich jaj oraz brytyjskich ryb (była bogata już w 1825 roku). Wysłał wiele okazów ptaków do Thomasa Bewicka, który wykorzystał je przygotowując drzeworyty do swojej znanej ornitologicznej książki. Jako zoolog-hobbysta przeszedł kurs anatomii, co pozwoliło mu – mimo braku formalnego wykształcenia – przygotowywać artykuły drukowane w czasopismach towarzystw naukowych i podjąć trud przygotowania największych dzieł – książek A History of British Fishes i History of British Birds. W gronie jego korespondentów i przyjaciół znaleźli się znani przyrodnicy i wydawcy, m.in. sir William Jardine, Prideaux John Selby, Leonard Jenyns, John Van Voorst (wydawca), Edward Turner Bennett, Thomas Bell (przewodniczący Linnean Society), John Gould (ornitolog), Nicholas Aylward Vigor (Zoological Journal).
Został członkiem Royal Institution w 1817 roku, a w listopadzie 1825 roku wybrano go na członka Towarzystwa Linneuszowskiego. Od roku śmierci J.R. Forstera (1849) był skarbnikiem oraz wiceprzewodniczącym tego towarzystwa. Był też jednym z pierwszych członków założonego w 1826 roku Towarzystwa Zoologicznego, w którym działał jako przyrodnik i człowiek biznesu oraz Entomological Society of London.
Zmarł w Great Yarmouth 1 września 1856 roku. Został pochowany na rodzinnej części cmentarza w Bayford i upamiętniony w  St. James’s Church Piccadilly marmurową tablicą z portretem w medalionie wspieranym przez dwa łabędzie, co przypomina jego miłość do ptaków, a szczególnie upamiętnia odkrycie nowego podgatunku łabędzi, nazwanego – na cześć Thomasa Bewicka – Cygnus columbianus bewickii (Yarrel, 1830, łabędź czarnodzioby). Zachowane są inne portrety: portret nieznanego autorstwa, będący w posiadaniu prof. Newtona (Cambridge), miniaturowa akwarela, wykonana przez panią Waterhouse Hawkins, litografia w „Ipswich series” (uczczenie spotkania British Association w Ipswich, 1849), grawerska kopia (zob. klisza) zdjęcia z roku 1855 (fot. Maull & Polyblank).
Darwin, który otrzymał wiadomość o śmierci W. Yarrella od W.B. Tegetmeiera, wyraził w odpowiedzi ubolewanie, że odszedł „stary i doskonały przyjaciel” („our old & excellent friend”).

## Publikacje

### Książki
A History of British Fishes
A History of British Fishes (z ok. 400 drzeworytami) opublikowano po raz pierwszy w 1836 roku (tom 1 i tom 2). W roku 1839 ukazał się suplement do obu tomów, a w 1860 roku – drugi suplement do pierwszego wydania, będący równocześnie pierwszym suplementem do wydania drugiego, z roku 1841. W 1859 roku opublikowano wydanie trzecie, którego współautorem był John Richardson (Sir, 1787–1865).

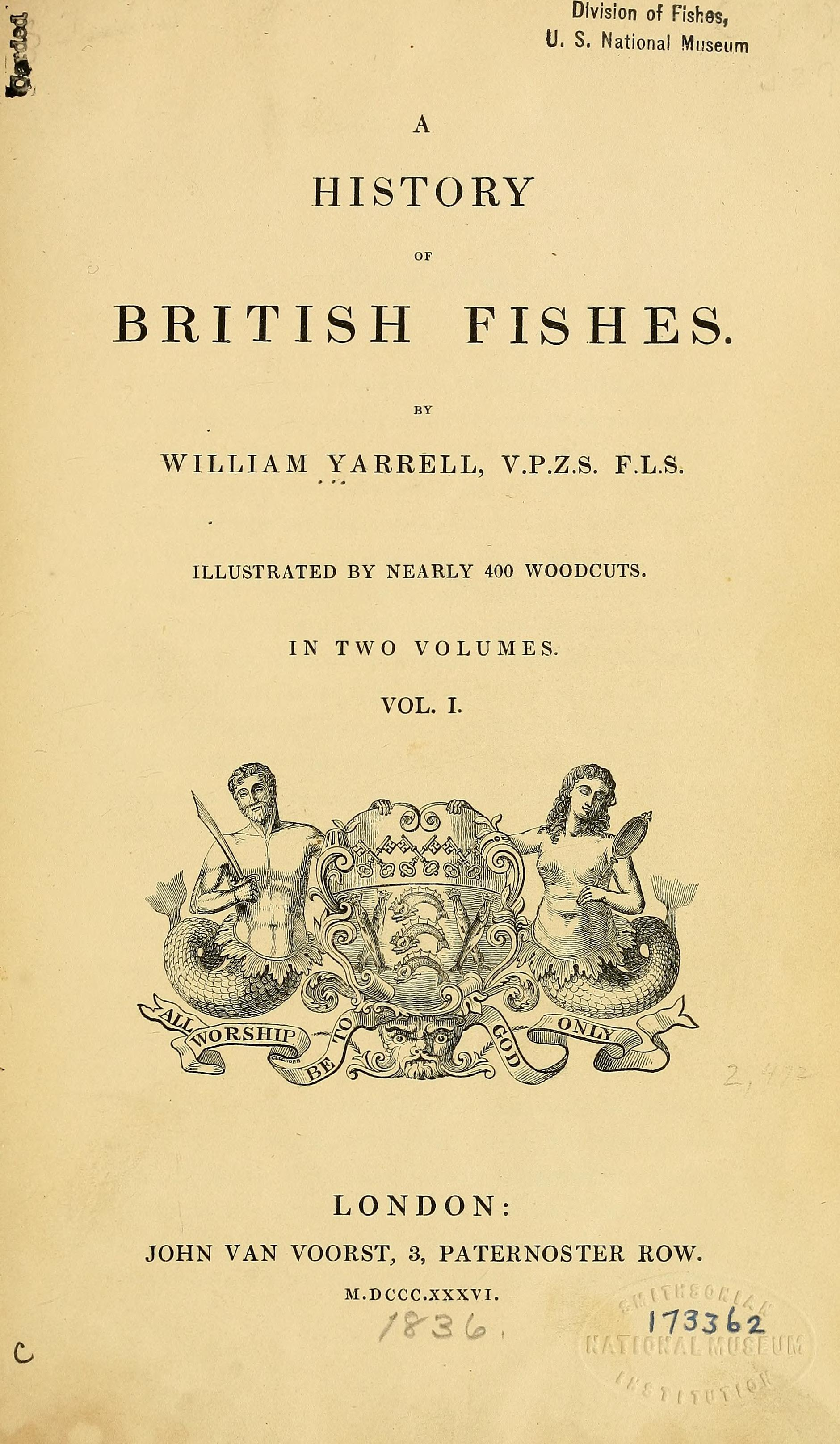
William Yarrell, A History of British Fishes, 1836
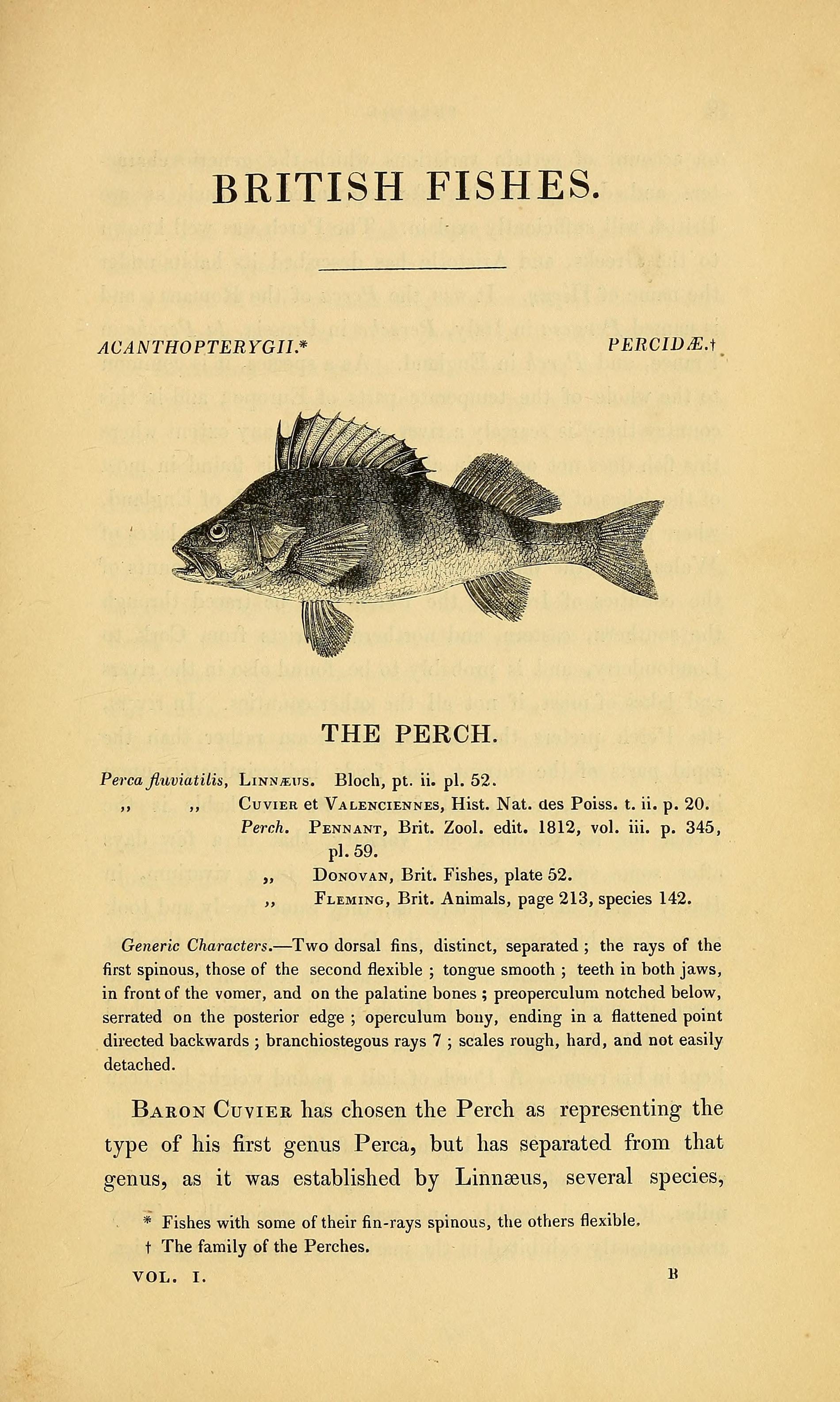
Perca
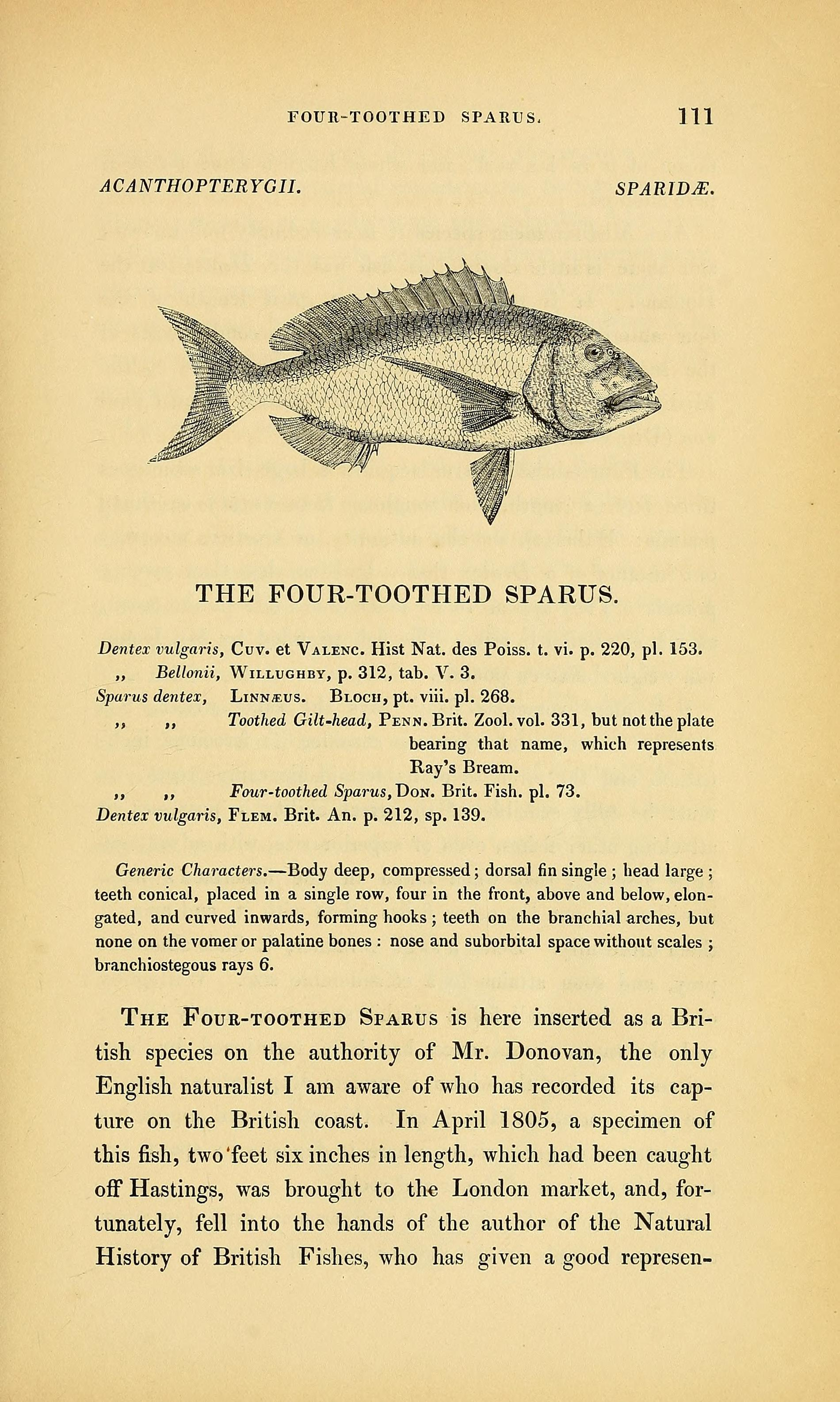
Kielec właściwy
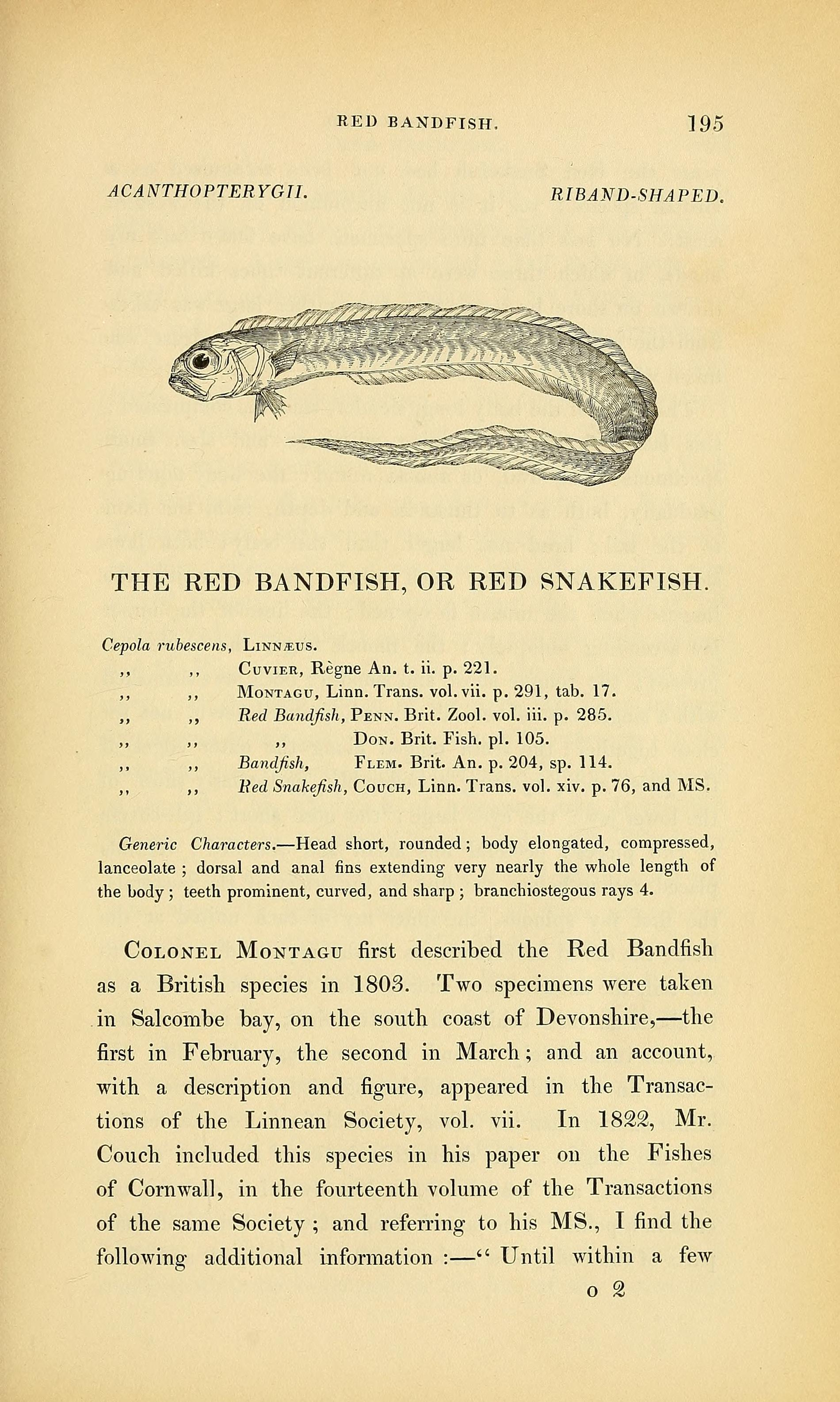
Cepola
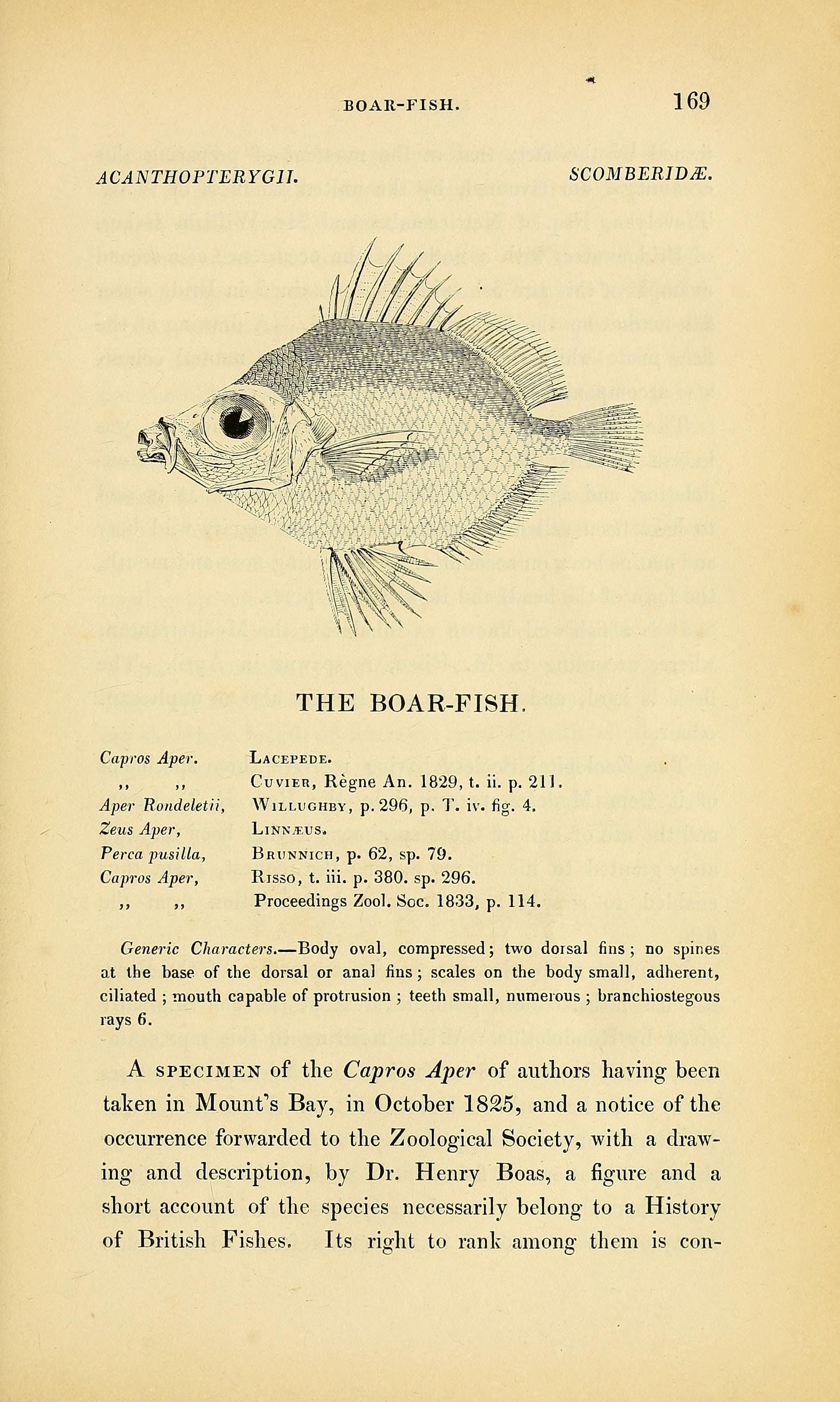
Kaprosz

History of British Birds
Książkę Williama Yarrella pt. History of British Birds przez wiele lat uznawano za standardowe źródło informacji w dziedzinie ornitologii. Była wydawana sukcesywnie – nowe, kilkustronicowe opisy ptaków (zwykle 4–8, najczęściej sześć), drukowano tak, aby było możliwe ich wstawienie we właściwe miejsca jednego z trzech tomów, wydanych w roku lipcu 1837 roku. Uzupełnienia pierwszego wydania ukazywały się w okresie do maja 1843 roku. Wraz z drugim wydaniem (1845) ukazał się suplement do wydania pierwszego. Książkę wydano po raz trzeci w roku śmierci W. Yarrella (1856). Redaktorem tego wydania był Howard Saunders, który redagował również wydanie czwarte – czterotomowe (tom I – 1871–1874, tom II – 1876–1882, tom III – 1882–1884, tom IV – 1884–1885. Wkład wniósł również Alfred Newton. Spotyka się opinie, że ostatnia wersja jest najlepszą angielską książki nt. ornitologii, jaka kiedykolwiek została opublikowana opublikowana; jest przejrzysta i wszechstronna (zawiera np. informacje z dziedziny biogeografii oraz o anatomii, wyglądzie, diecie, zachowaniach).

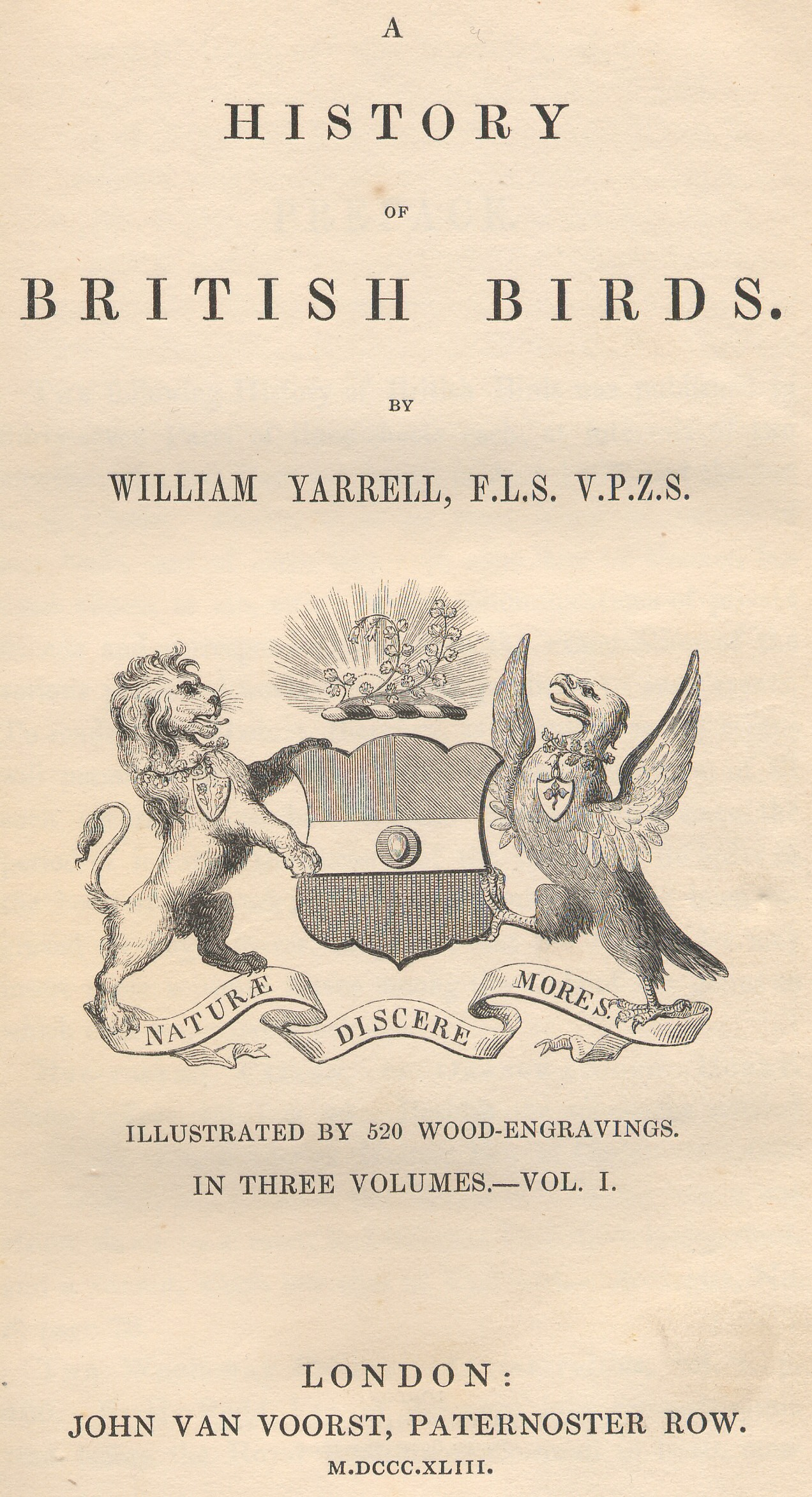
Yarrell, History of British Birds 1843 (vol. 1)
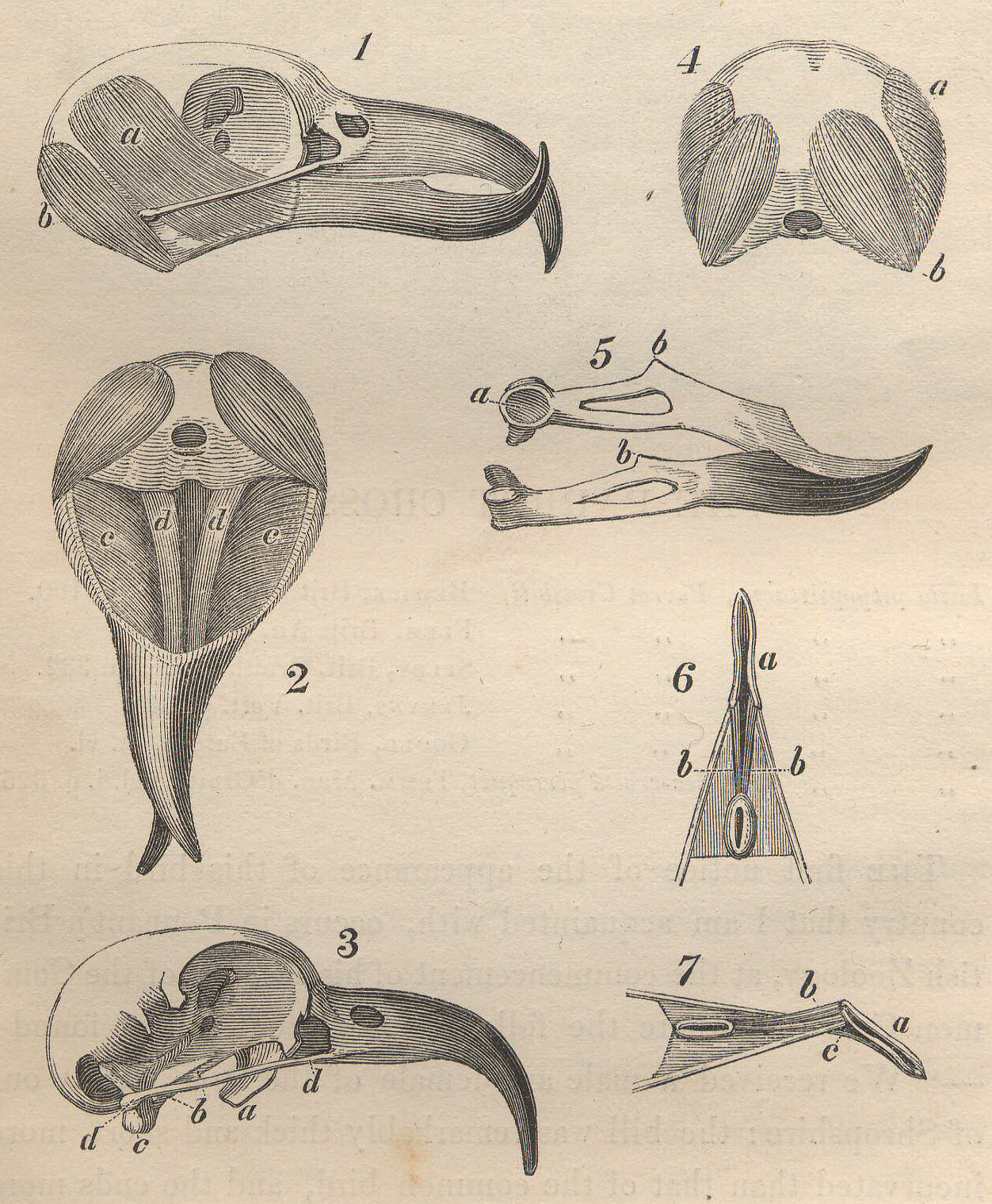
Skamieniałość czaszki i anatomia szczęki
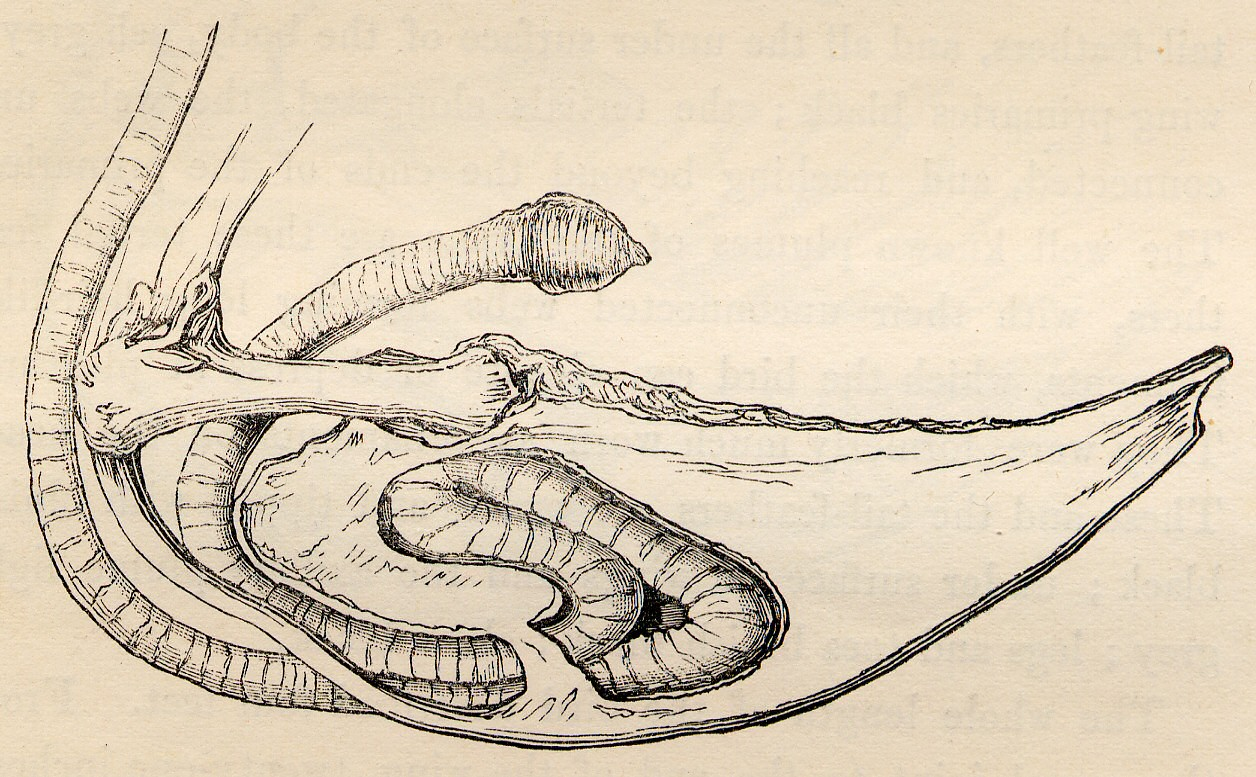
Mostek i tchawica młodego żurawia
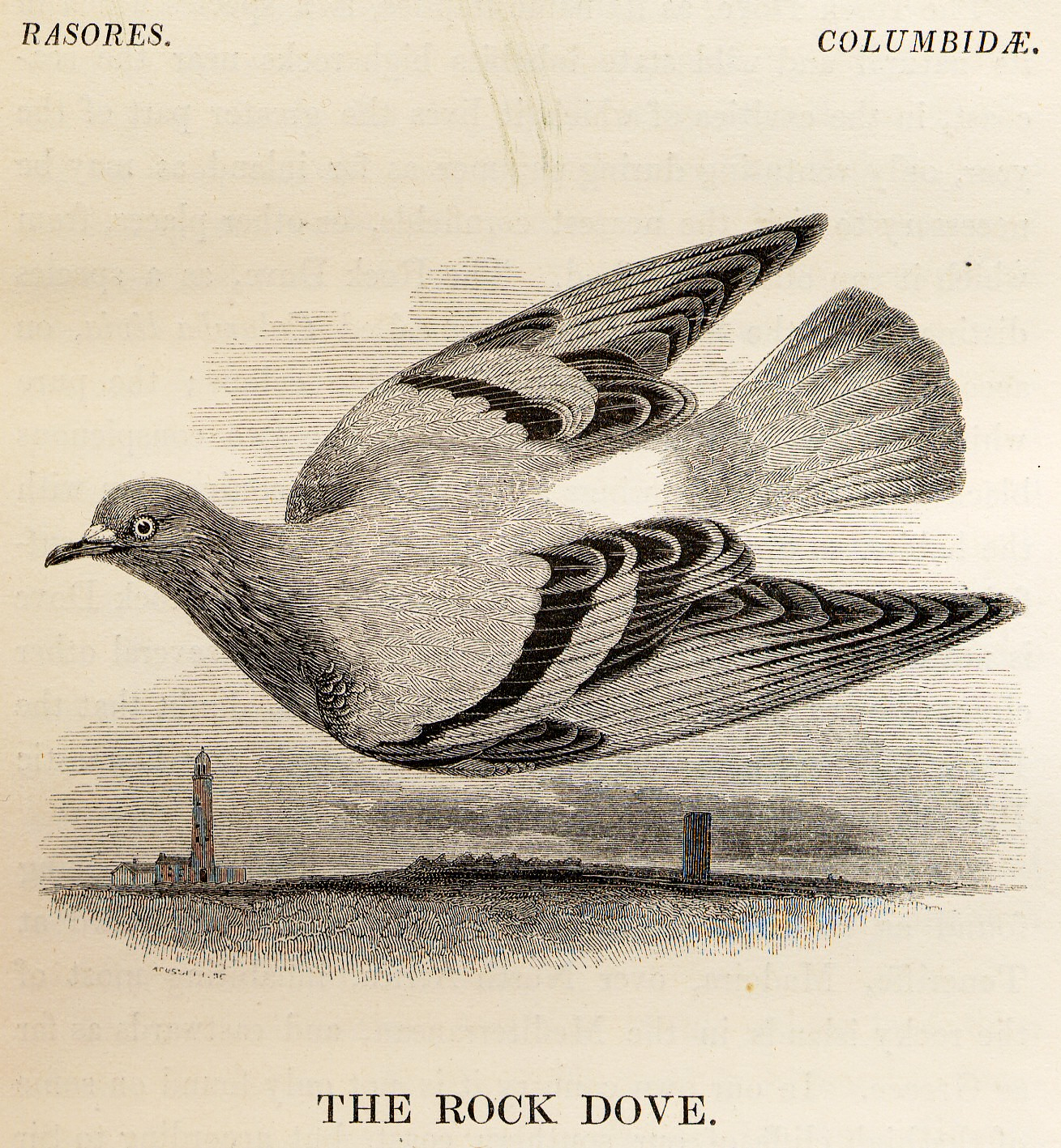
Gołąb skalny
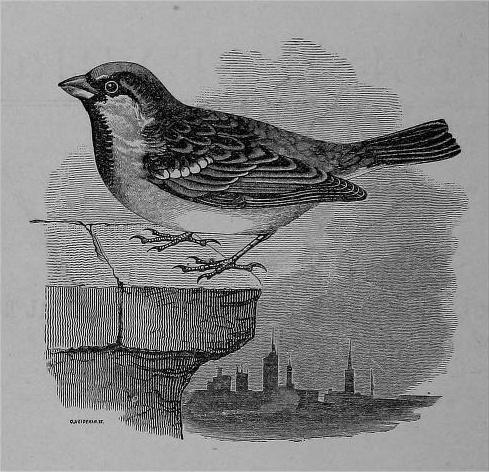
wróbel zwyczajny

Ilustratorzy
Większość lub wszystkie ryciny do wcześniejszych wydań sporządzili Alexander Fussell (grafik) i John Thompson (drzeworytnik, zob. historia drzeworytnictwa w Europie i rola Thomasa Bewicka). Ryciny, zamieszczone w opisach gatunków odkrytych po śmierci Yarrella, zostały sporządzone przez grafików: Edwarda Neale, Charlesa Whympera i J.G. Keulemansa, a wyryte przez braci Dalziel i in.

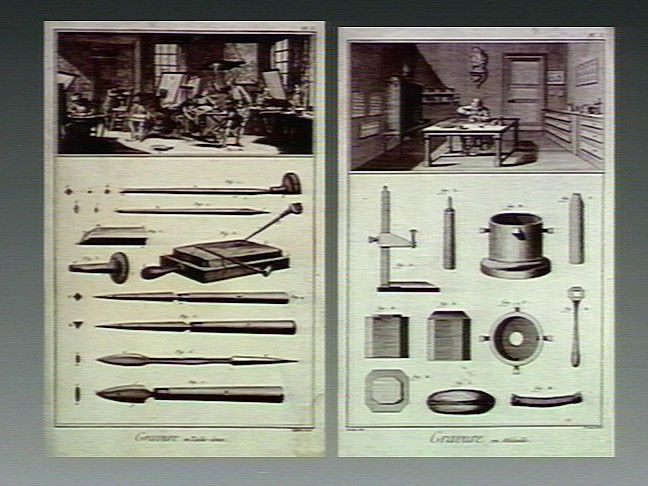
Warsztat grawera
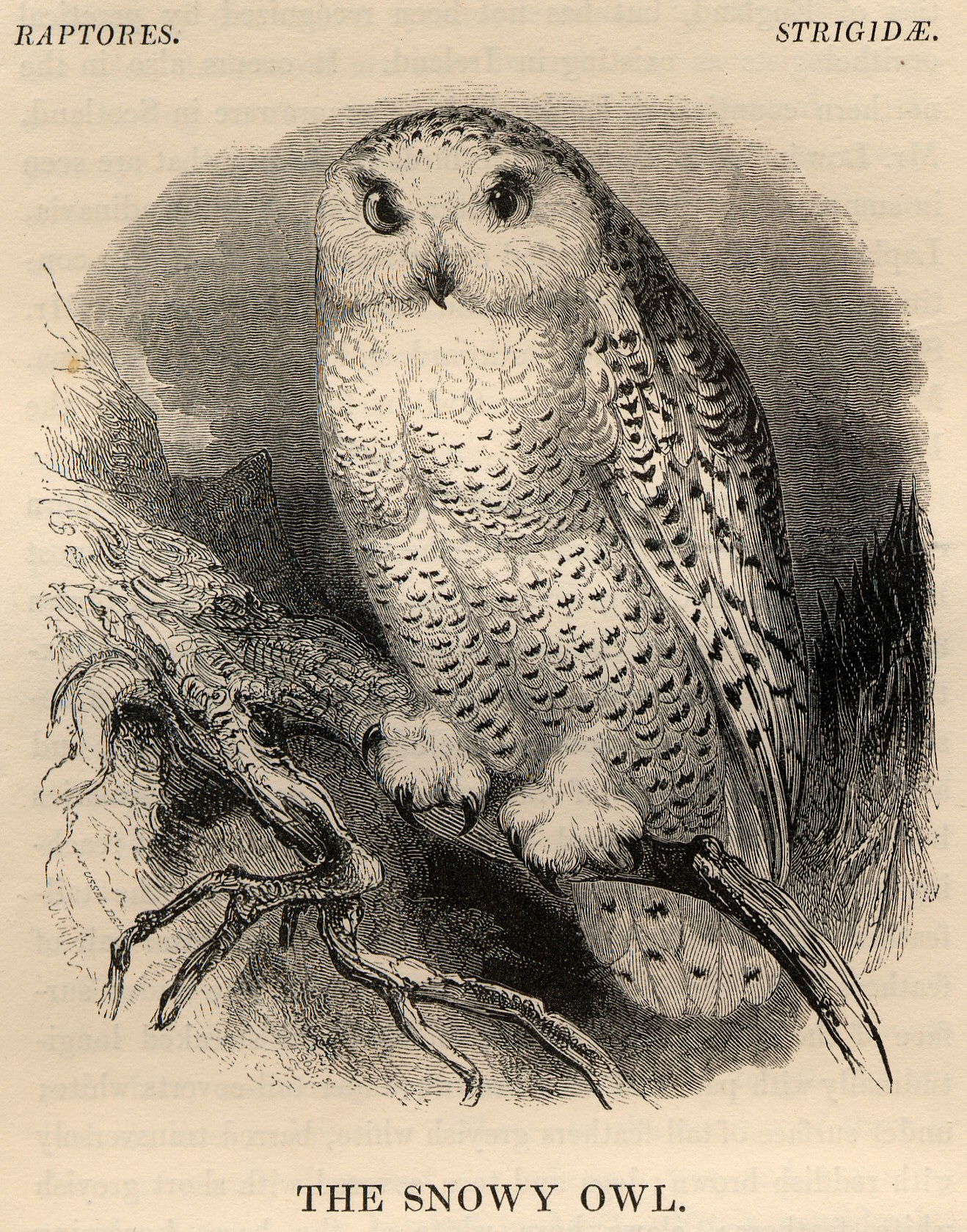
Puchacz śnieżny; grafik: Alexander Fussell; grawer: John Thompson
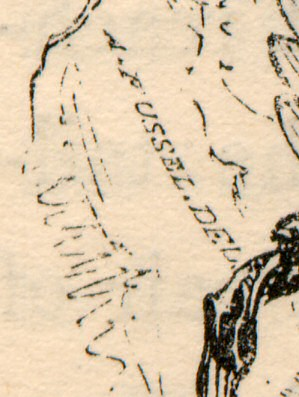
Sygnatura Alexandra Fussella
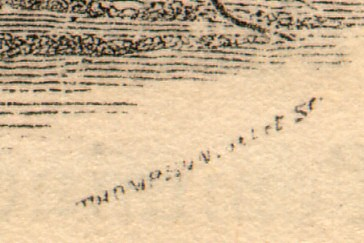
Sygnatura Johna Thompsona

### Artykuły naukowe
Artykuły naukowe publikował m.in. w Magazine of Natural History, Annals and Magazine of Natural History, Entomological Magazine, Zoologist oraz Transactions of the Linnean Society. Wymieniane są np. tytuły:
- Observations on the Tracheae of Birds, with Descriptions and Representations of several not hitherto figured
- Description of a species of Tringa, killed in Cambridgeshire, new to England and Europe
- On the Organs of Voice in Birds
- On a new species of Wild Swan, taken in England, and hitherto confounded with the Hooper
- Description of the Organs of Voice in a new species of Wild Swan (Cygnus buccinator, Richards)[19]
- Descriptions of Three British Species of Freshwater Fishes, belonging to the genus Leuciscus of Klein
- On the Habits and Structure of the Great Bustard (Otis tarda of Linnaeus)
- Notice of an Interwoven Mass of Filaments of Conferva fluviatilis of extraordinary size
- On the Influence of the Sexual Organ in modifying External Character
- On the Growth of the Salmon in Freshwater, with six coloured illustrations of the fish of the natural size